# Aloe mossurilensis
Aloe mossurilensis är en grästrädsväxtart som beskrevs av Ellert. Aloe mossurilensis ingår i släktet Aloe och familjen grästrädsväxter. Inga underarter finns listade i Catalogue of Life.

## Bildgalleri

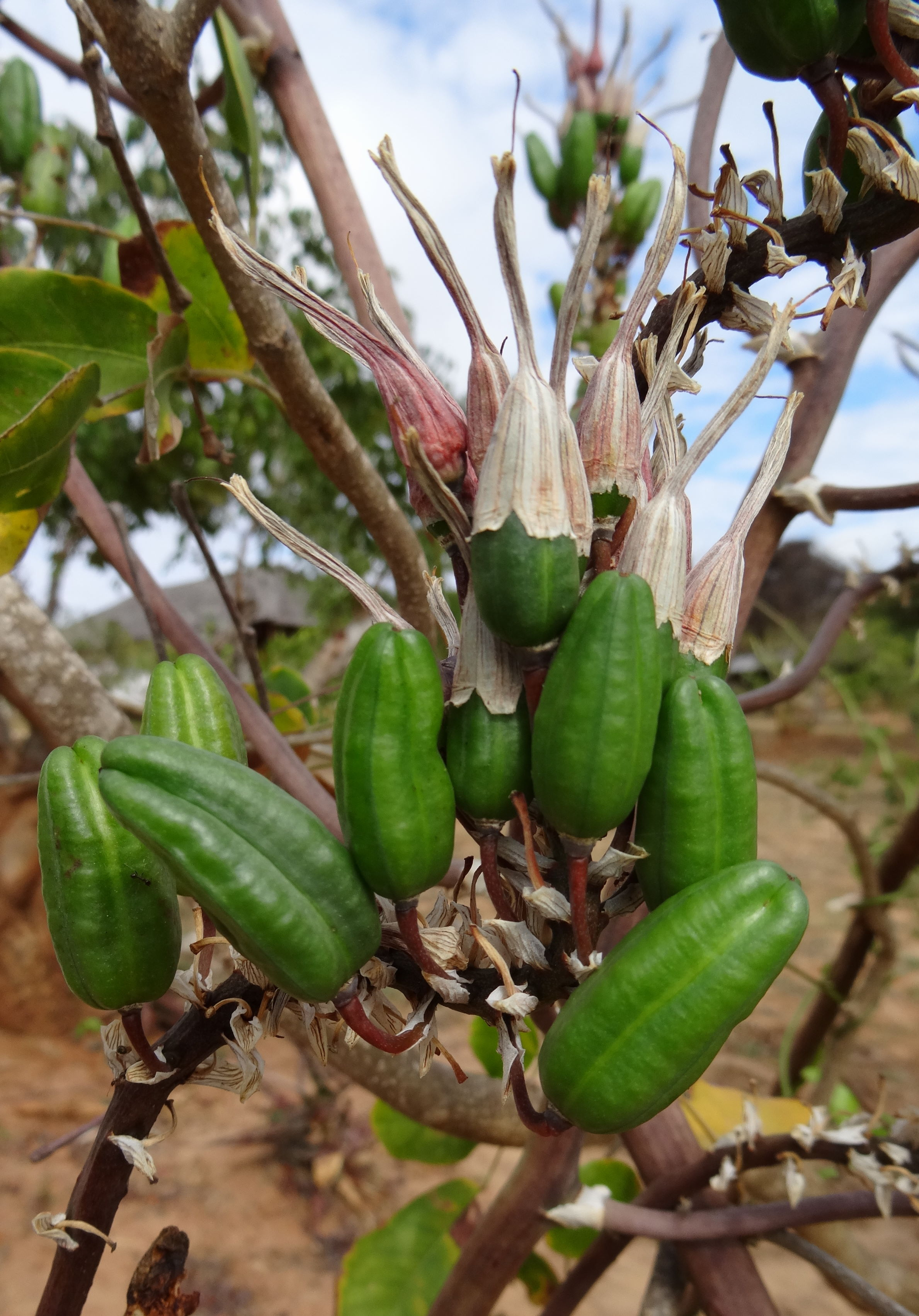
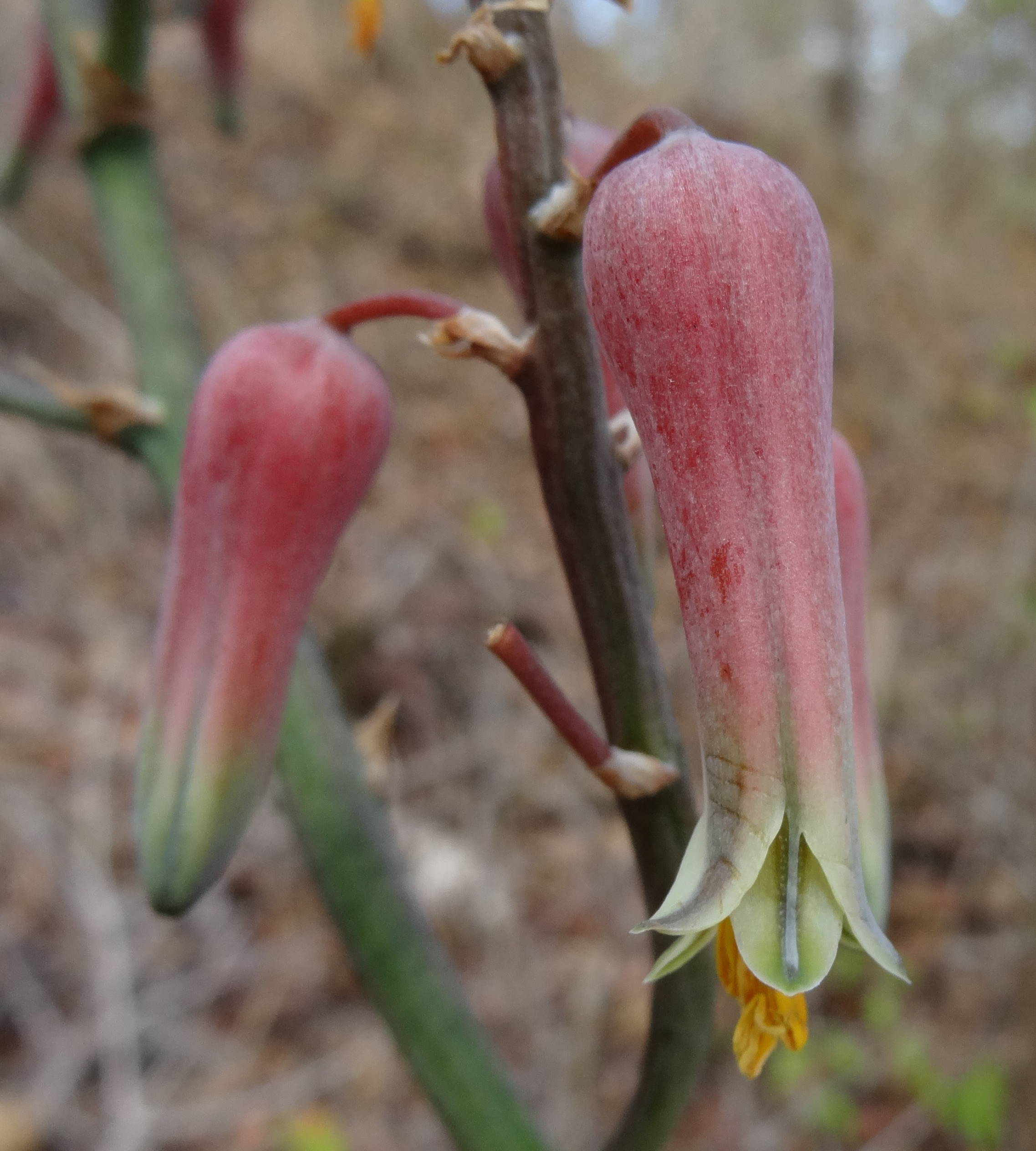
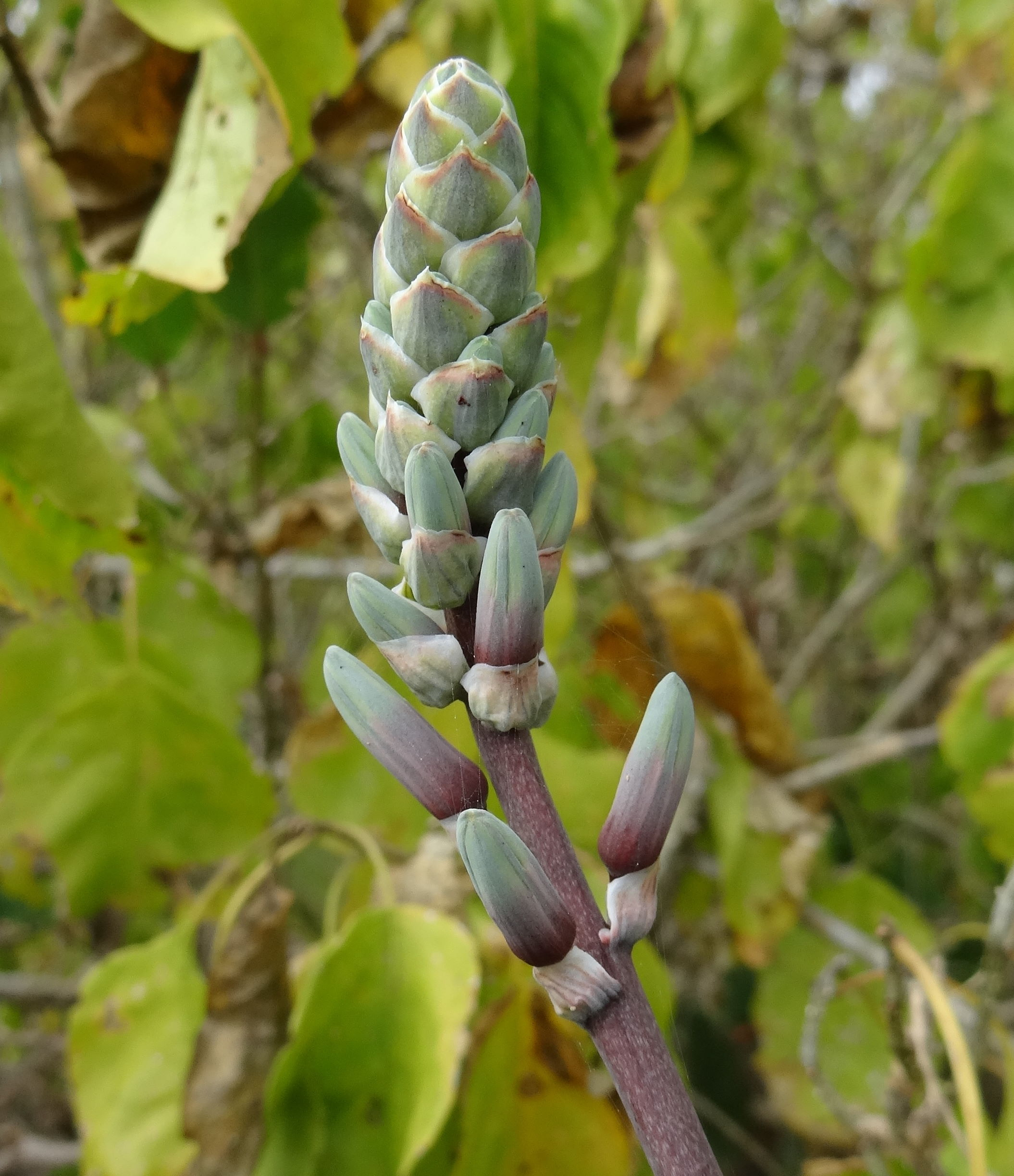
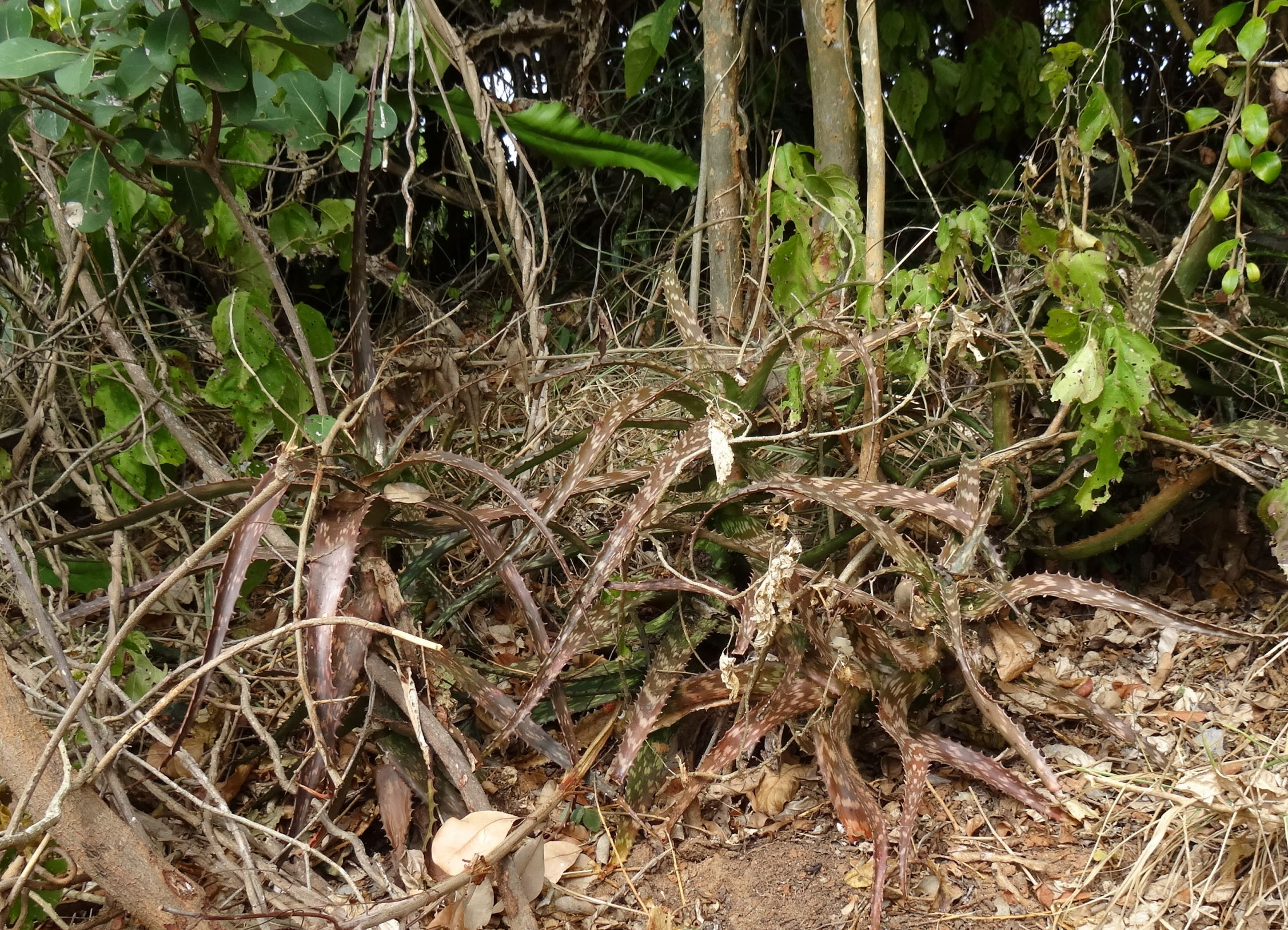
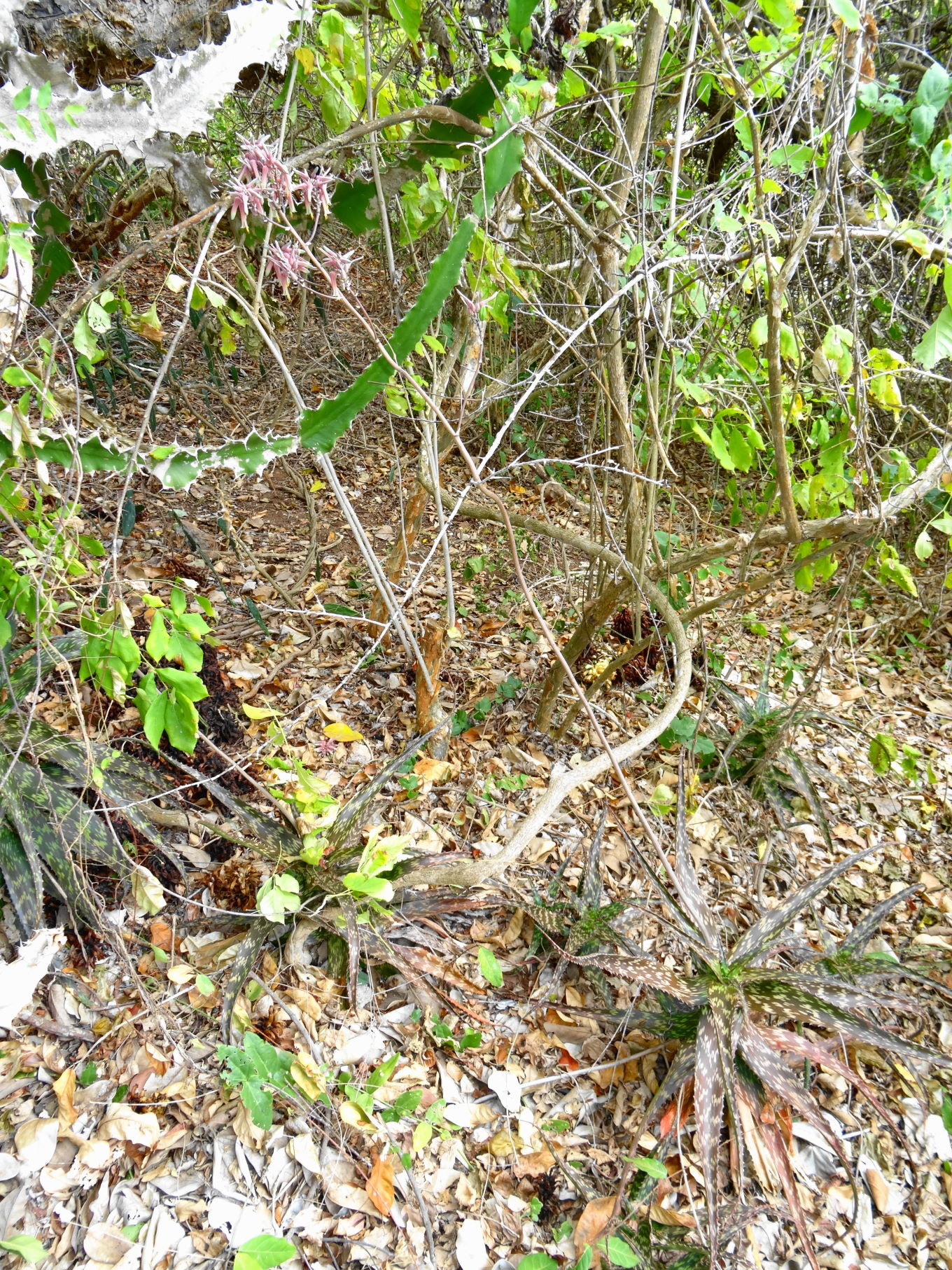
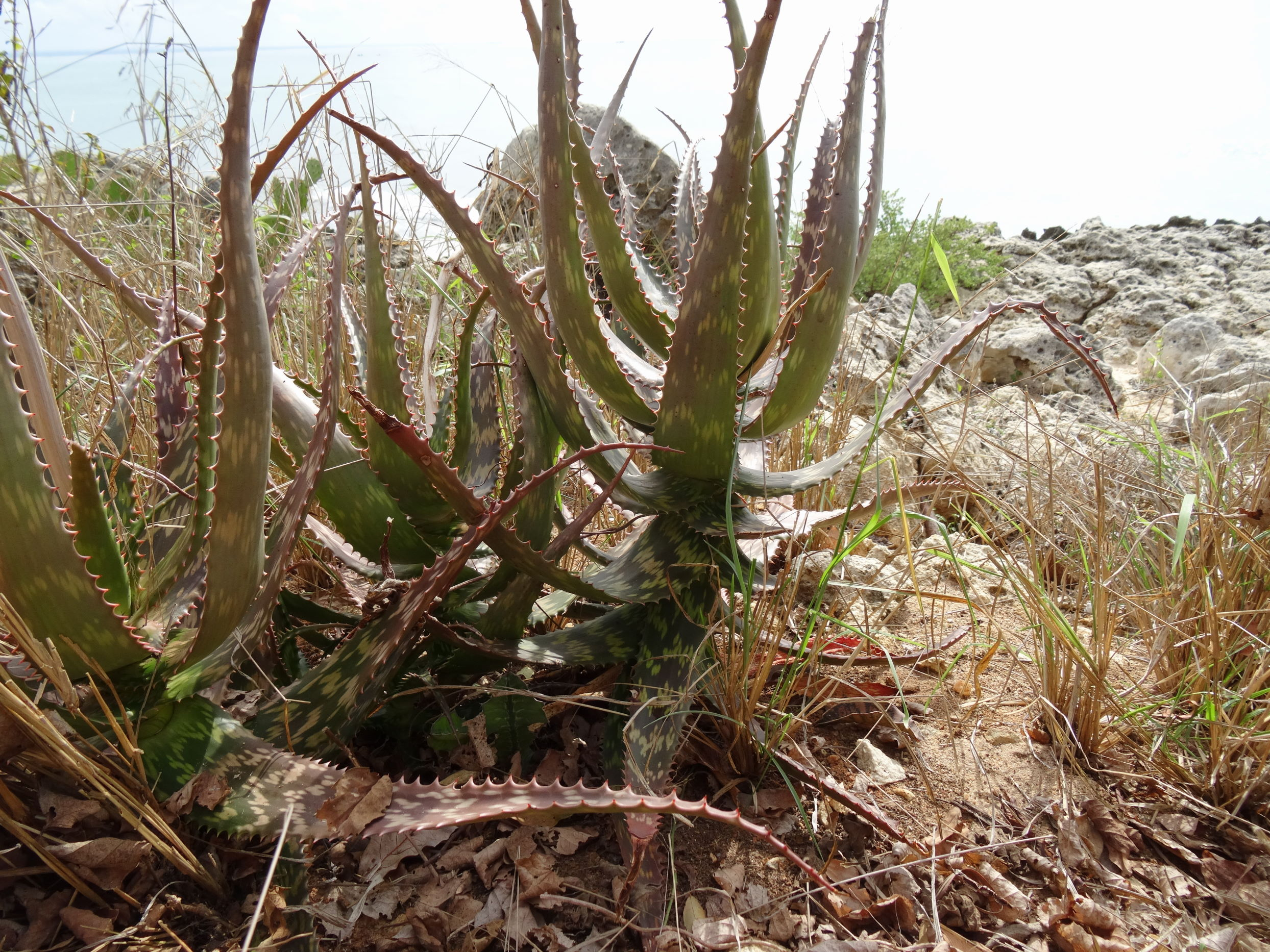